# Estatuilla Cacique Quimbaya

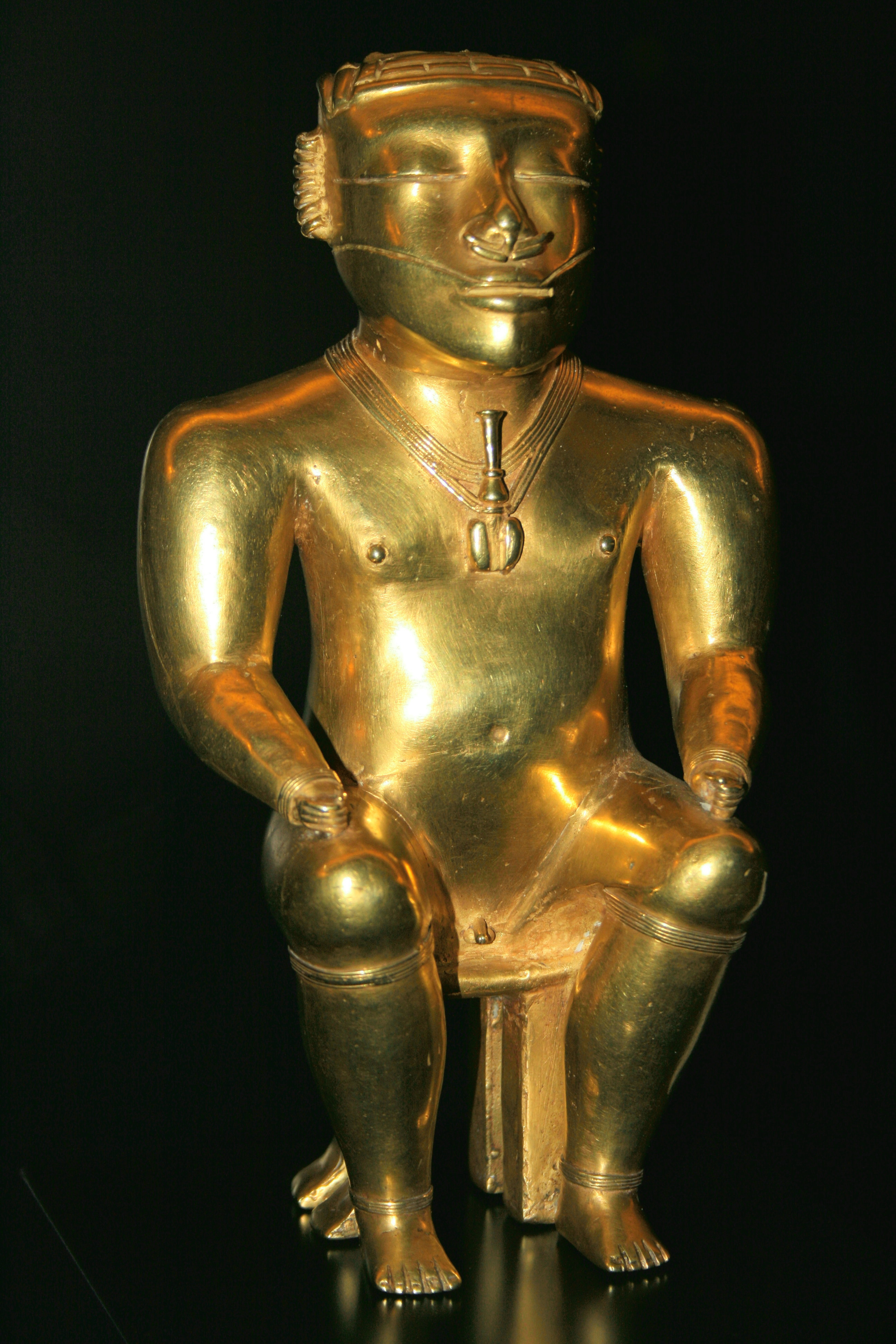
Estatuilla de oro de un cacique Quimbaya (Museo de América, Madrid).

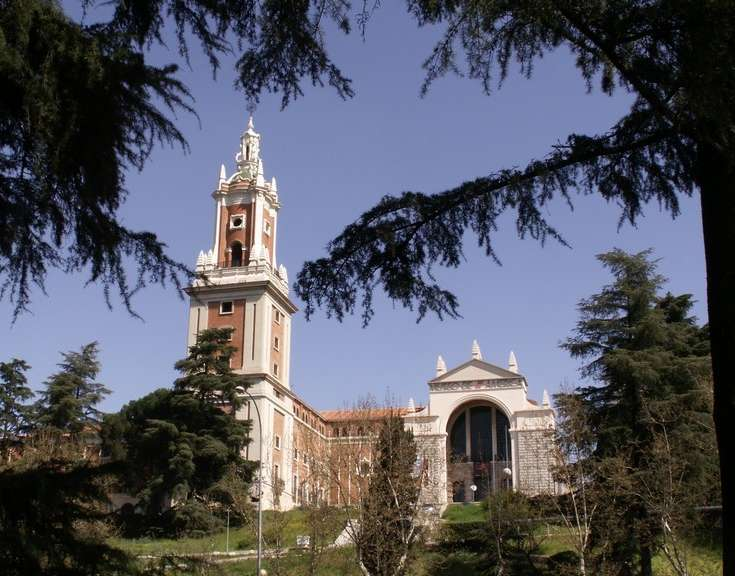
Imagen del Museo de América, en Madrid.

La Estatuilla Cacique Quimbaya es una pequeña escultura de oro, realizada en época de la Cultura Quimbaya, pueblo precolombino que ocupó la zona del interior y alrededores de lo que hoy se conoce en Colombia como el Eje Cafetero, en los departamentos de Caldas (sur: Chinchiná, Palestina, Villamaría, Manizales), Risaralda (sur: Pereira, Marsella, Santa Rosa) y Quindío (norte: Armenia, Quimbaya, Montenegro, La Tebaida, Salento, Circasia) y en los municipios de Cartago y Obando, al norte del Valle del Cauca y que perduró desde el siglo VI hasta el siglo X.

## Origen
Se dice que el grupo posiblemente emigró desde el norte, de una zona llamada Río Sinú. Quimbaya era una tribu de la antigua América conocida por su producción de reputados ídolos, casi siempre de oro. De este modo, favorecen la representación de personalidades reales por encima de las religiosas, como se ve en este objeto. Del mismo modo, la tribu es reconocida por su destacada habilidad en el trabajo del oro entre otras tribus colombianas.
Este objeto procede de una de las colecciones más preciadas de oro de la antigua Colombia, denominada "Tesoro de los Quimbayas". En este conjunto había un surtido de diferentes objetos que representaban estatuillas masculinas y femeninas. Las estatuas masculinas eran todas de oro puro, y las femeninas estaban fundidas en "tumbaga". En estos objetos originarios de la cultura Quimbaya, se pueden identificar características comunes que aluden a la identidad de la Estatuilla Cacique Quimbaya, tales como ojos rasgados que se extienden hasta las orejas, así como piernas artísticamente poco desarrolladas, y hombros cuadrados. Aunque no se sabe con certeza si estos objetos surgieron de la cultura Quimbaya, la documentación española y asociaciones artísticas como las mencionadas hacen muy probable que la figurilla derive de esta tribu.

## Hallazgo
La pieza fue encontrada en 1890 por un grupo de saqueadores en el yacimiento colombiano de «La Soledad», situado en el departamento de Quindío y representa a un cacique quimbaya en posición sedente.
La estatuilla forma parte del llamado Tesoro de los Quimbayas, ajuar funerario encontrado en dos tumbas.

## Técnica/material
La estatuilla cacique quimbaya mide aproximadamente 22 cm de altura y 12,5 cm de ancho. El desarrollo técnico alcanzó su apogeo en el período clásico mediante el uso de una serie de técnicas, como la fundición a la cera perdida, utilizada en esta pequeña escultura. El objeto es primero esculpido en cera y luego cubierto con arcilla. Una vez que la arcilla se endureció, la cera se derritió y el molde quedó con una cavidad en la forma del modelo original de cera. Se vertió metal fundido a través de la cavidad, se enfrió y se solidificó tomando forma. Luego, el molde de arcilla o cerámica se rompió y se separó del objeto dorado. Por lo tanto, cada molde solo puede usarse una vez. Este método de fundición permite una alta precisión y diseños intrincados. Esta estatuilla fue fundida en una sola pieza junto con su base, que actúa como soporte para la figura sentada. Las esculturas realizadas durante el período Quimbaya, incluyendo la estatuilla cacique quimbaya, dan testimonio de los avances técnicos de los metalúrgicos.

## Simbología
La figura es parte de una colección de seis caciques, que incluye cuatro mujeres y dos hombres. Considerando que la figura femenina raramente se representa en el arte precolombino, esto proporciona un valor añadido a la colección. La figura muestra un profundo sentido de concentración espiritual. La forma física de la figura representa a un hombre desnudo y sentado de amplias dimensiones. Su composición desnuda pero adornada podría estar relacionada posiblemente con la representación de ritos religiosos de un chamán, sometido a una transformación espiritual, o el retrato de un gobernante; sin embargo, el verdadero significado de estas estatuas es desconocido. 
La postura rígida de la figura se crea mediante la verticalidad de los hombros y las rodillas, lo que también recuerda la elasticidad fija de las esculturas prehistóricas de civilizaciones preexistentes. La simetría de la figura se realza aún más por la colocación de las manos, apretadas sobre su regazo. Los finos hilos de oro que cuelgan alrededor de su cuello y los rizos de cabello sobre su oreja son decoraciones escultóricas características de los orfebres quimbayas. La nariz está perforada con un adorno, otra característica típica encontrada en las seis representaciones de caciques. Los adornos nasales fueron algunos de los primeros ornamentos en el antiguo Perú, típicamente usados por hombres de alto estatus. Estos colgaban de los orificios en el tabique nasal, como se ve en esta estatuilla. Las diversas formas y la elección de metales podrían simbolizar su estatus social o rango. El visor o diadema colocado en su cabeza también simboliza su prestigio.

## Conservación
La pieza se exhibe de forma permanente en el Museo de América de Madrid (España), aunque previamente fue adquirida por el gobierno de Colombia en una subasta y, en 1893, le fue regalada al estado español en agradecimiento por su mediación en el conflicto fronterizo entre Colombia y Venezuela.